# Veliki Banovac
Veliki Banovac – wieś w Chorwacji, w żupanii pożedzko-slawońskiej, w mieście Pakrac. W 2011 roku liczyła 171 mieszkańców.